# Paulo Francis
Franz Paul Trannin da Matta Heilborn, más conocido como Paulo Francis, (Río de Janeiro, 2 de septiembre de 1930 - Nueva York, 4 de febrero de 1997) fue un periodista, experto de política, escritor y crítico de artes conservador brasileño.

## Biografía
Paulo Francis se hizo prominente en el periodismo brasileño moderno a través de sus controversiales críticas y ensayos con un estilo de escritura de marca registrada, que mezclaba erudición y vulgaridad. Trabajó en varios periódicos, entre ellos, Última Hora, Pasquim, Estado de S. Paulo y Folha de S.Paulo. Trabajó en la Rede Globo, canal de televisión brasileño, entre 1981 y 1996.

## Pensamientos
- "La ignorancia es la mayor multinacional del mundo".[2]
- "No llevo a nadie en serio lo suficiente para odiarlo".[3]
- "Quien no lee, no piensa, y quien no piensa será para siempre un siervo".[3]
- "No hay quien no cometa errores, y grandes hombres cometen grandes errores".[3]

## Crítica literaria
"Los efectos sobre la educación universitaria norteamericana han sido tétricos. La Universidad Stanford abolió, o hizo optativo, el curso de civilización occidental, porque sería cosa de machos, blancos y muertos (dead white males). Nada antes de 1900 tiene la menor importancia, reza la cartilla de los políticamente correctos. Generaciones ignorantes de la gloria de la cultura occidental, de Homero, Virgilio, Dante Alighieri, Shakespeare, Voltaire, Molière, Racine, Leonardo da Vinci, Michelangelo, Benvenuto Cellini, se formaron en los últimos veinte años sin conocimiento de esa gente."
"Huckleberry Finn, el romance clásico supremo de la literatura norteamericana, fue prácticamente prohibido del currículo universitario de Estados Unidos. El motivo es simple, Jim, el negro, esclavo, amigo del Huck, con quien huye por el río Misisipi, es referido todo el tiempo, con la mayor naturalidad, como nigger, una forma derogatoria de decir negro, en inglés, pero que en el sur de los EE.UU. de aquel tiempo era rutina."
"Otro libro prohibido es Moby Dick, de Herman Melville, que es una de las experiencias extraordinarias en literatura. ¿Saben cuáles son las demostraciones políticamente incorrectas de Moby Dick? En el barco ballenero, el Pequod, solo hay hombres, ninguna mujer que arrojase el arpón en las ballenas. Y Moby Dick narra una caza de ballenas, cazarlas es un crimen contra el medio ambiente. Ser a favor del medio ambiente es políticamente correcto."

## Opiniones acerca de la política
"Estaba muy orgulloso, en 1974, de la cobertura que hice del Escándalo de Watergate. Ahora estoy convencido de que aquello fue un lamentable equívoco. Watergate fue visto como un gran error de Richard Nixon y, en realidad, fue un error idiota del partido, que la prensa aprovechó para destruir al presidente. Una vez en la vida, en ese caso, fui por la corriente. El Nixon es una figura compleja y fue uno de los mayores presidentes de Estados Unidos".